# Zimbabwe Saints
Zimbabwe Saints F.C. is een Zimbabwaanse voetbalclub uit de stad Bulawayo. Het is een van de topclubs in hun vaderland.

## Palmares
- Zimbabwe Premier Soccer League

Winnaar (2) : 1977,1988
- Beker van Zimbabwe

Winnaar (3) : 1977,1979,1987